# Requesens
Requesens - opuszczona miejscowość w Hiszpanii, w Katalonii, w prowincji Girona, w comarce Alt Empordà, w gminie La Jonquera.
Według danych INE z 2005 roku miejscowości nie zamieszkiwała żadna osoba.